# Веранда, обвитая виноградом
«Веранда, обвитая виноградом» — картина русского художника Сильвестра Щедрина, написанная в 1828 году в Неаполе.
Щедрин в Неаполе создал серию картин, посвящённых «пейзажному интерьеру» — верандам и террасам с зеленью и видами на заднем плане. Мотив, изображённый на данной картине, художник назвал «Перголата», от итальянского слова пергола (pergola), что означает беседку, арку или крытую аллею из вьющихся растений. Щедрин больше всего был увлечён проблемой света и передачи особенностей воздуха. Он пытался выбиться из тёплых тонов, добавляя серо-голубые, серебристые оттенки, помогающие почувствовать особенности итальянского воздуха в полуденный час, когда природа предстаёт во всём своём великолепии. Эта картина прекрасно передаёт мироощущение русских людей той эпохи, в восприятии которых Италия — это мир счастья, гармонии и романтики.

## Итальянские картины Щедрина

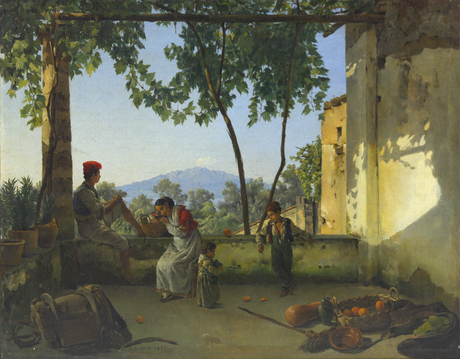
Балкон. В Сорренто, 1827. Национальная картинная галерея Армении
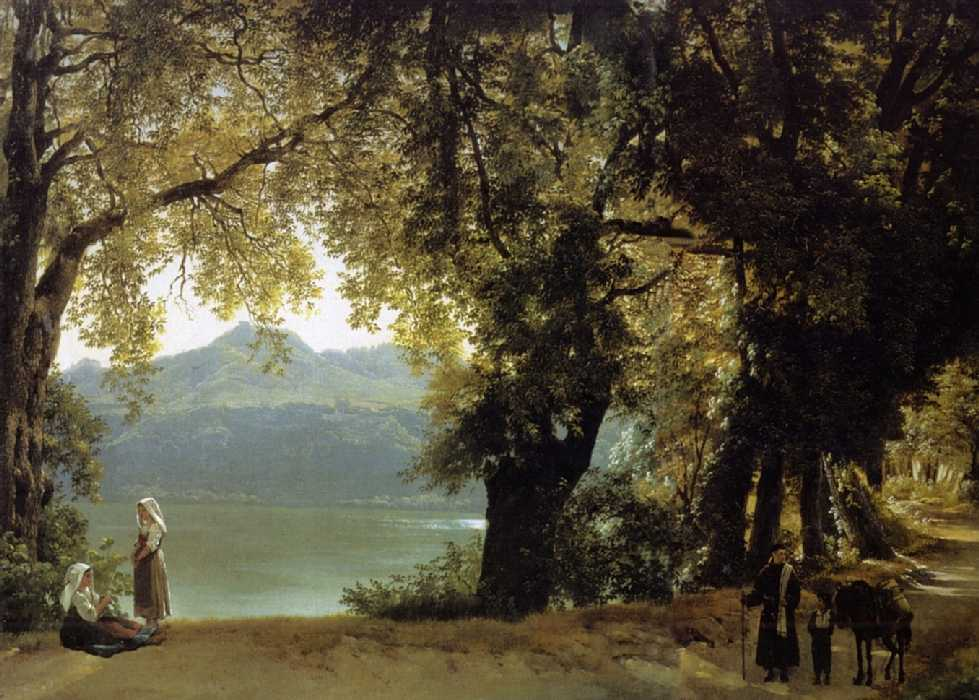
Лаго Альбано, до 1825
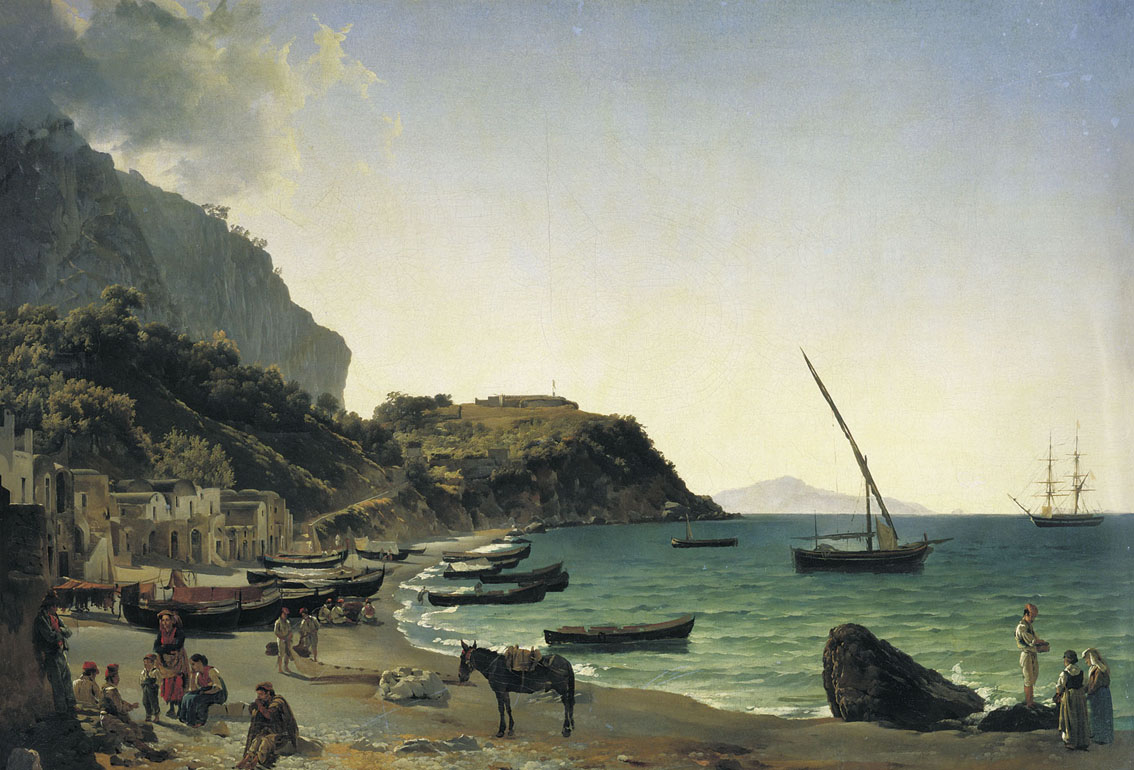
Большая гавань на острове Капри, 1828